# Championnat des Émirats arabes unis de football 2001-2002
Navigation
Saison précédente Saison suivante
La saison 2001-2002 du Championnat des Émirats arabes unis de football est la vingt-huitième édition du championnat national de première division aux Émirats arabes unis. Les douze meilleures équipes du pays sont regroupées au sein d'une poule unique où elles s'affrontent deux fois au cours de la saison, à domicile et à l'extérieur. À la fin du championnat, les deux derniers du classement sont relégués et remplacés par les deux meilleurs clubs de deuxième division.
C'est l'Al Ain Club qui remporte la compétition, après avoir terminé en tête du classement final, avec neuf points d'avance sur Al Jazira Club et dix sur Al Sha'ab Sharjah. C'est le 7e titre de champion des Émirats arabes unis de l'histoire du club.
Avec la suppression de la Coupe des Coupes et la réforme de la Ligue des champions de l'AFC, le vainqueur de la Coupe des Émirats arabes unis est désormais qualifié pour la Ligue des champions, en compagnie du champion.

## Les clubs participants
| - Emirates Club - Al-Wahda Club - Al Sha'ab Sharjah - Al Ain Club - Al Ahly Dubaï - Bani Yas Club - Promu de D2 | - Al Jazira Club - Kalba Union - Al Nasr Dubaï - Al Shabab Dubaï - Al Wasl Dubaï - Al-Khaleej Club - Promu de D2 |

## Compétition

### Classement
Le classement est établi sur le barème de points classique (victoire à 3 points, match nul à 1, défaite à 0).
| Rang | Équipe              | Pts | J  | G  | N  | P  | Bp | Bc | Diff |
| ---- | ------------------- | --- | -- | -- | -- | -- | -- | -- | ---- |
| 1    | Al Ain Club         | 47  | 22 | 14 | 5  | 3  | 44 | 23 | +21  |
| 2    | Al Jazira Club      | 38  | 22 | 11 | 5  | 6  | 50 | 33 | +17  |
| 3    | Al Sha'ab Sharjah   | 37  | 22 | 9  | 10 | 3  | 40 | 26 | +14  |
| 4    | Al-Wahda Club (T)   | 36  | 22 | 10 | 6  | 6  | 55 | 38 | +17  |
| 5    | Al Ahly Dubaï (C)   | 30  | 22 | 8  | 6  | 8  | 42 | 35 | +7   |
| 6    | Al Wasl Dubaï       | 30  | 22 | 7  | 9  | 6  | 34 | 31 | +3   |
| 7    | Sharjah SC          | 28  | 22 | 6  | 10 | 6  | 44 | 44 | 0    |
| 8    | Al Nasr Dubaï       | 28  | 22 | 6  | 10 | 6  | 43 | 43 | 0    |
| 9    | Kalba Union         | 26  | 22 | 8  | 2  | 12 | 28 | 36 | -8   |
| 10   | Al Shabab Dubaï     | 19  | 22 | 3  | 10 | 9  | 29 | 39 | -10  |
| 11   | Al-Khaleej Club (P) | 18  | 22 | 3  | 9  | 10 | 35 | 61 | -26  |
| 12   | Bani Yas Club (P)   | 16  | 22 | 4  | 4  | 14 | 22 | 57 | -35  |

|  | Qualification pour la Ligue des champions 2003                                              |
|  | Qualification pour la Coupe des clubs champions du golfe Persique 2003                      |
|  | Relégation directe en deuxième division                                                     |
|  | (T) : Tenant du titre (C) : Vainqueur de la Coupe des Émirats arabes unis (P) : Promu de D2 |

## Bilan de la saison
| Championnat des Émirats arabes unis de football 2001-2002                        |                        |
| Champion                                                                         | Al Ain Club (7e titre) |
| Coupes et trophées                                                               |                        |
| Vainqueur de la Coupe des Émirats arabes unis 2001-2002                          | Al Ahly Dubaï          |
| Qualifications continentales                                                     |                        |
| Ligue champions 2003                                                             | Al Ain Club            |
| Ligue champions 2003                                                             | Al Ahly Dubaï          |
| Coupe des clubs champions du golfe Persique 2003                                 | Al Nasr Dubaï          |
| Promotions et relégations                                                        |                        |
| Promus en UAE Football League                                                    | Al Dhafra              |
| Promus en UAE Football League                                                    | Dubaï Club             |
| Relégués en Championnat des Émirats arabes unis de football de deuxième division | Bani Yas Club          |
| Relégués en Championnat des Émirats arabes unis de football de deuxième division | Al-Khaleej Club        |